# Myrosmodes chiogena
Myrosmodes chiogena är en orkidéart som först beskrevs av Rudolf Schlechter, och fick sitt nu gällande namn av C.A.Vargas. Myrosmodes chiogena ingår i släktet Myrosmodes och familjen orkidéer. Inga underarter finns listade i Catalogue of Life.